# Министерство финансов Грузии
Министерство финансов Грузии (груз. საქართველოს ფინანსთა სამინისტრო) отвечает за регулирование финансового сектора в  Грузии.

## Структура
Основными функциями министерства являются регулирование финансового сектора путём обеспечения устойчивого экономического развития и финансовой устойчивости; обеспечение государственной политики по финансовым вопросам, составление бюджета и налогов, обеспечение стабильности государственных финансов и развития финансовых рынков в стране, привлечение иностранных кредиторов к грузинской экономике, совершенствование бюджетного, налогового прогнозирования, финансовых механизмов, обеспечение финансового контроля за бюджетными средствами и расходами; мобилизация доходов, обеспечение государственного управления бюджетными средствами и контроля движения денежных средств в Грузии.

## Список министров
- Гурам Абсандзе (1990—1992)
- Парнаоз Ананиашвили (1990—1992)
- Дэвид Якобидзе (1993—1997)
- Михаил Чкуасели (1997—1998)
- Давид Онопришвили (1998—2002)
- Зураб Ногаидели (2001—2002)
- Мириан Гогиашвили (2002—2003)
- Зураб Ногаидели (27 ноября 2003 — 17 февраля 2005)
- Валерий Чечелашвили (февраль 2005 — июнь 2005)
- Алексий Алексишвили (30 июня 2005 — 30 августа 2007)
- Ника Гилаури (30 августа 2007 — 6 февраля 2009)
- Каха Баиндурашвили (6 февраля 2009 — 17 июня 2011)
- Дмитрий Гвиндадзе (20 июня 2011 — 13 августа 2012)
- Александр Хетагури (13 августа 2012 — 25 октября 2012)
- Нодар Хадури (25 октября 2012 — 22 ноября 2016)
- Дмитрий Кумcишвили (22 ноября 2016 — 13 ноября 2017)
- Мамука Бахтадзе (13 ноября 2017 — 13 июня 2018)
- Николоз Гагуа (21 июня 2018 — 14 июля 2018)
- Иван Мачавариани (14 июля 2018 — настоящее время)